# Xylopia beccarii
Xylopia beccarii este o specie de plante angiosperme din genul Xylopia, familia Annonaceae, descrisă de James Sinclair. Conform Catalogue of Life specia Xylopia beccarii nu are subspecii cunoscute.